# 寺林城 (飛騨市)
寺林城（てらばやしじょう）は、岐阜県飛騨市神岡町堀之内寺林にあった日本の城。別名を玄蕃城と称する。江馬氏城館跡を構成する遺跡の一つとして昭和55年（1980年）3月21日に国の史跡に指定された。
神岡盆地への西側の入口である越中東街道を見下ろす位置にあり、高原川の支流である山田川の南側にある比高60mの玄蕃山山上に築かれている。東麓には寺林の集落がある。主郭は東西23m、南北10mで、西側に3つの副郭が切岸を挟んで連なる。主郭の東は横堀が設けられるほか、通路には主郭からの横矢が効くように設計されている。また、主郭並びにその西隣の副郭には虎口が作られている。
その縄張りから16世紀末に改修され、天正10年（1582年）まで江馬氏が管理していたと考えられている。